# Abdellah Bidane
Abdellah Bidane (en arabe : عبدالله بیدان), né le 19 août 1967 au Maroc, est un joueur de football international marocain qui évoluait au poste de défenseur.

## Biographie

### Carrière en sélection
Avec l'équipe du Maroc, il figure dans le groupe des sélectionnés lors de la Coupe du monde de 1986. Lors du mondial organisé au Mexique, il ne joue aucun match.
Le 8 janvier 1989, il dispute un match contre la Zambie rentrant dans le cadre des éliminatoires du mondial 1990.